# Hygrohypnum hedbergii
Hygrohypnum hedbergii är en bladmossart som beskrevs av Potier de la Varde 1955 [1957. Hygrohypnum hedbergii ingår i släktet bäckmossor, och familjen Amblystegiaceae. Inga underarter finns listade i Catalogue of Life.